# كاليب كلاي
كاليب كلاي (بالإنجليزية: Caleb Clay)‏ هو لاعب كرة قاعدة أمريكي، ولد في 15 فبراير 1988 في برمنغهام في الولايات المتحدة.

## وصلات خارجية
- كاليب كلاي على موقع دوري كرة القاعدة الرئيسي (الإنجليزية)
- كاليب كلاي على موقع دوري كوريا الجنوبية لكرة القاعدة (الإنجليزية)
- كاليب كلاي على موقعبيزبول رفرنس.كوم (الدوري الثانوي) (الإنجليزية)
- كاليب كلاي على موقع إي إس بي إن.كوم (أم.أل.بي) (الإنجليزية)
- كاليب كلاي على موقع مشجعي الرسوم البيانية (الإنجليزية)